# Palio del golfo

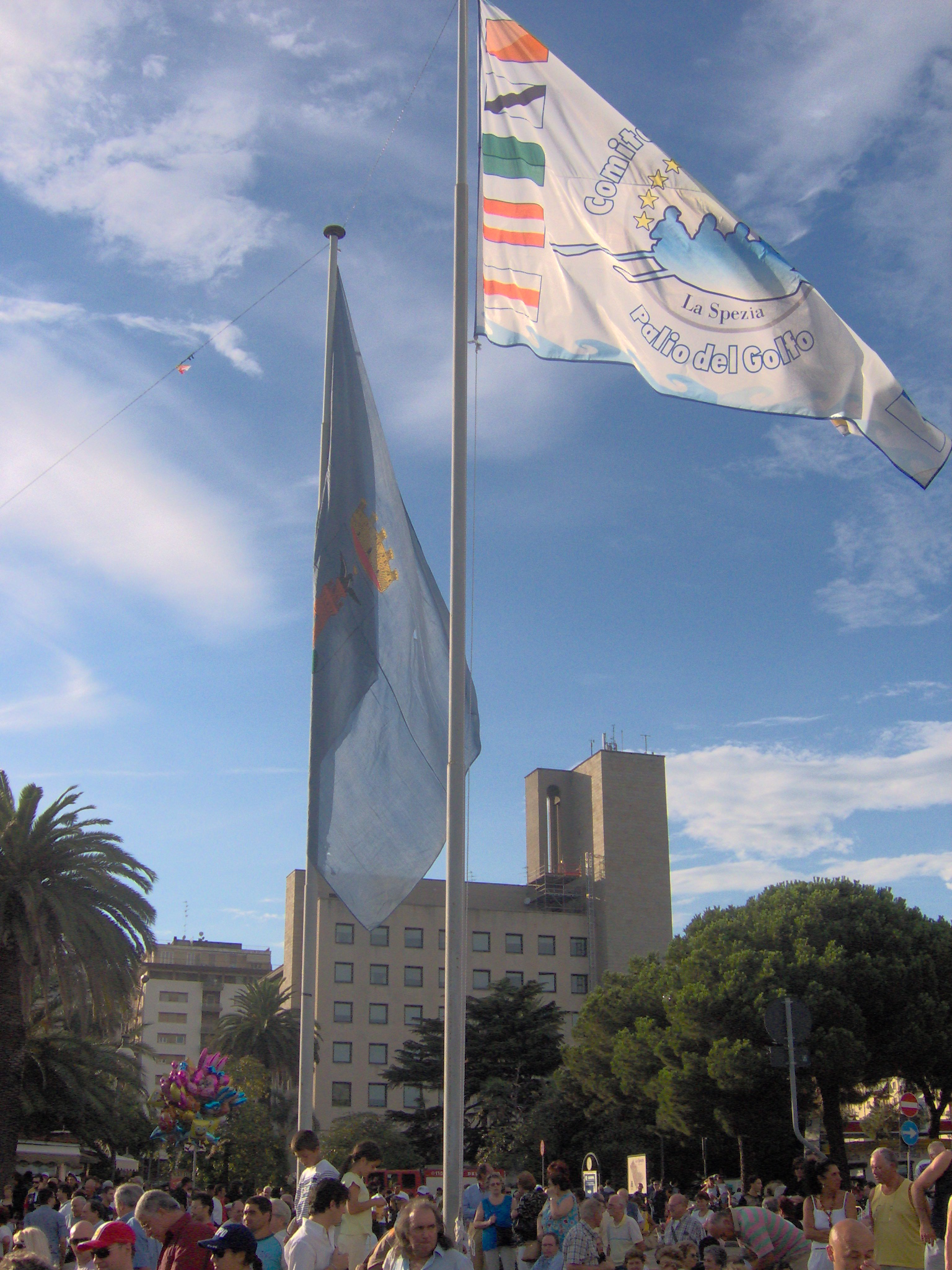
La Festa del Mare

Il palio del golfo è una sfida remiera che viene disputata ogni anno, la prima domenica di agosto, nel mare del golfo della Spezia. Il palio rientra nell'ambito della festa del mare spezzina, e vi partecipano le imbarcazioni delle tredici borgate marinare che si affacciano sul golfo dei Poeti.

## La Festa del mare
Il Palio del Golfo è l'evento principale della Festa del mare della Spezia, una manifestazione che si tiene nella città per celebrare lo stretto rapporto tra essa e l'elemento ambientale più vicino. Il protocollo della festa del mare prevede anche, oltre l'evento sportivo del palio, una manifestazione allegorica a tema, alla quale tutte le borgate partecipano sfilando in maschera per le vie del centro cittadino della Spezia, solitamente 2 giorni precedenti la disfida remiera.

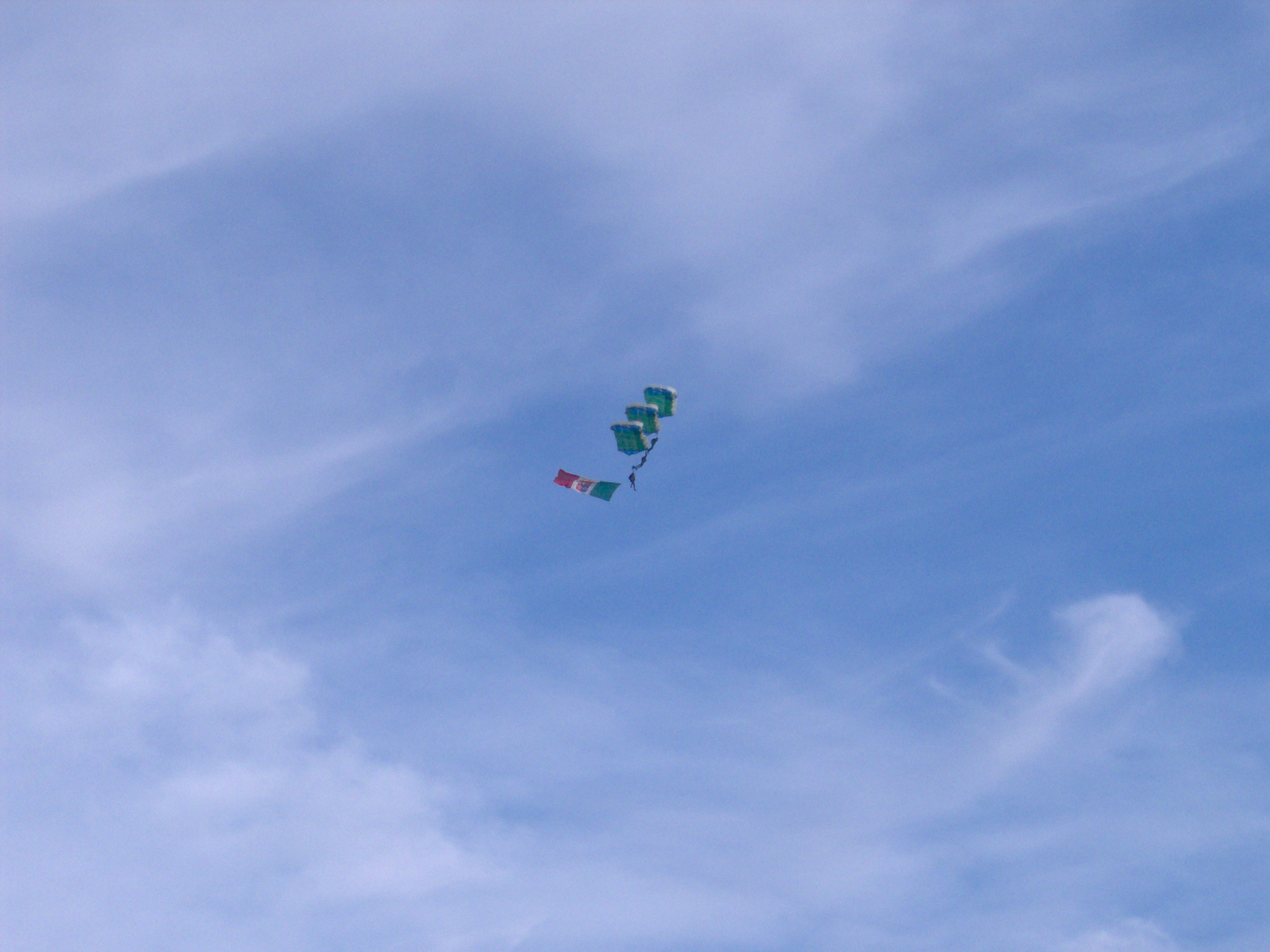
Il lancio dei paracadutisti

Prima della gara c'è il tradizionale lancio dei paracadutisti acrobatici del reparto COM.SUB.IN. della Marina Militare e la commemorazione dei caduti del mare, con il lancio di una corona di fiori nelle acque del golfo. Il suggestivo momento è suggellato dal suono del "silenzio", eseguito dal trombettiere della marina, seguito dal saluto di tutte le imbarcazioni presenti nel golfo con suoni di tromba.
La sera della gara, infine, la festa si conclude con uno spettacolo pirotecnico, particolarmente godibile dalle colline circostanti il golfo.

## Storia

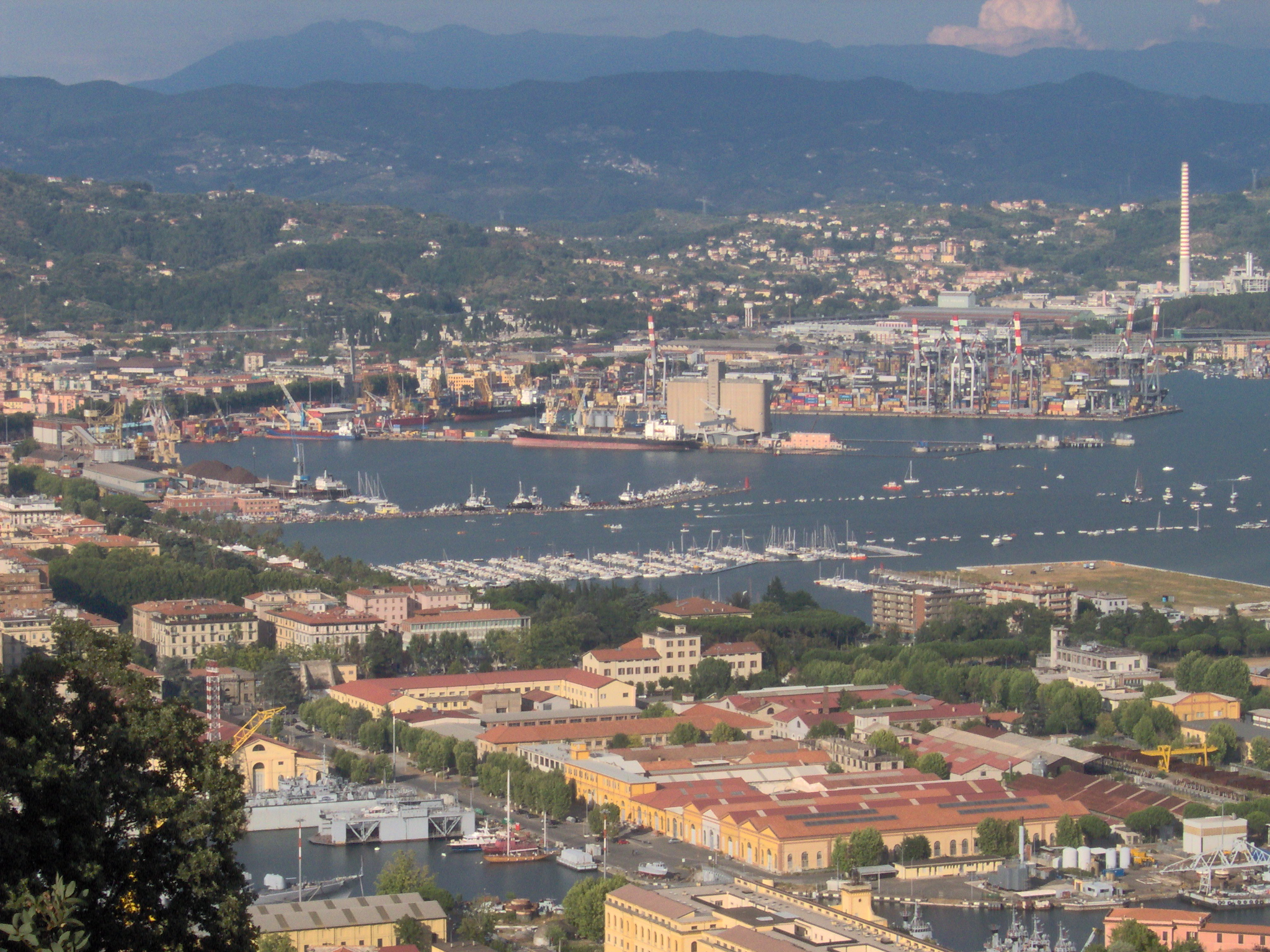
Il campo di regata visto dalle colline

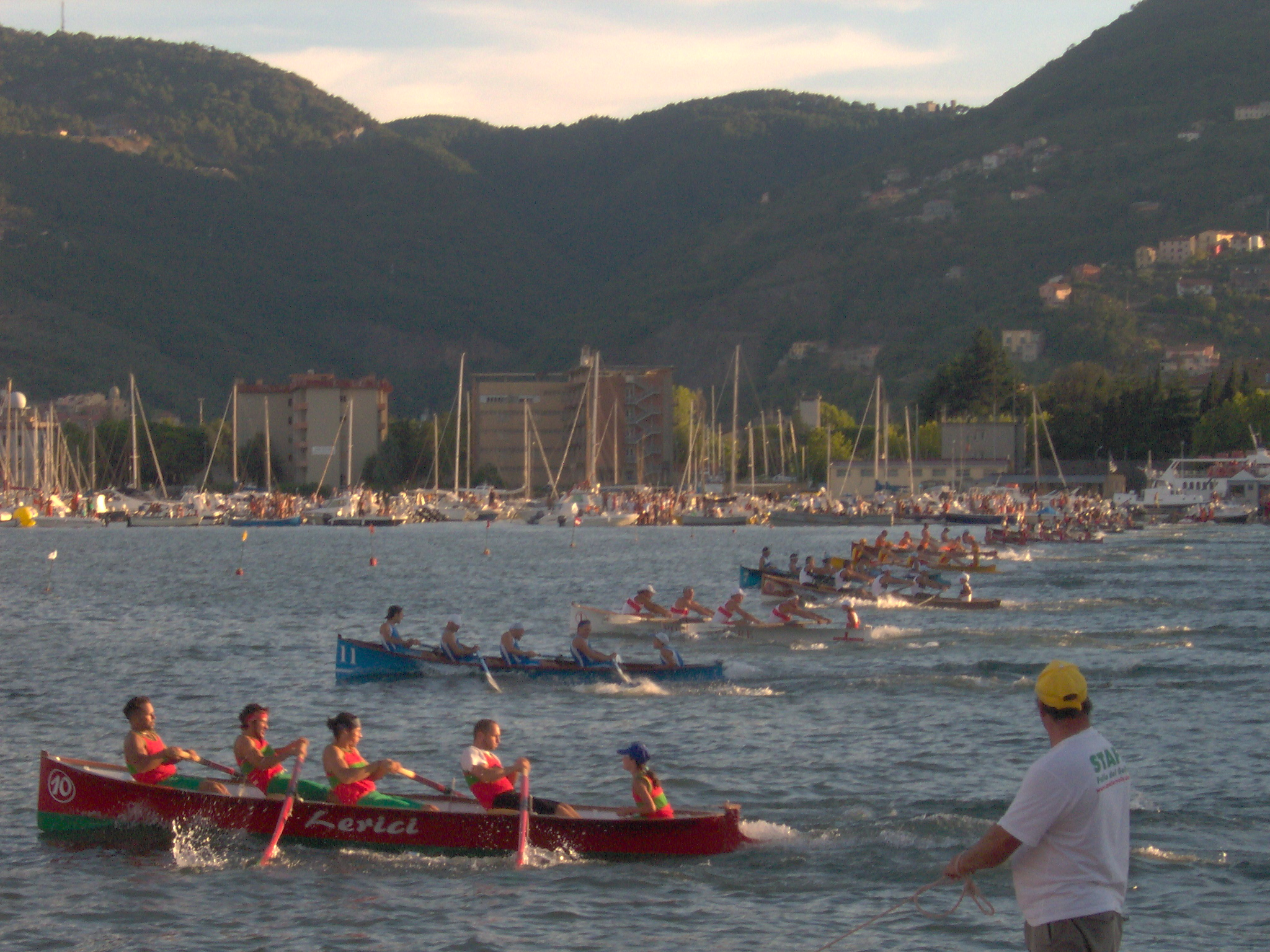
La partenza dell'81ª edizione del Palio del Golfo

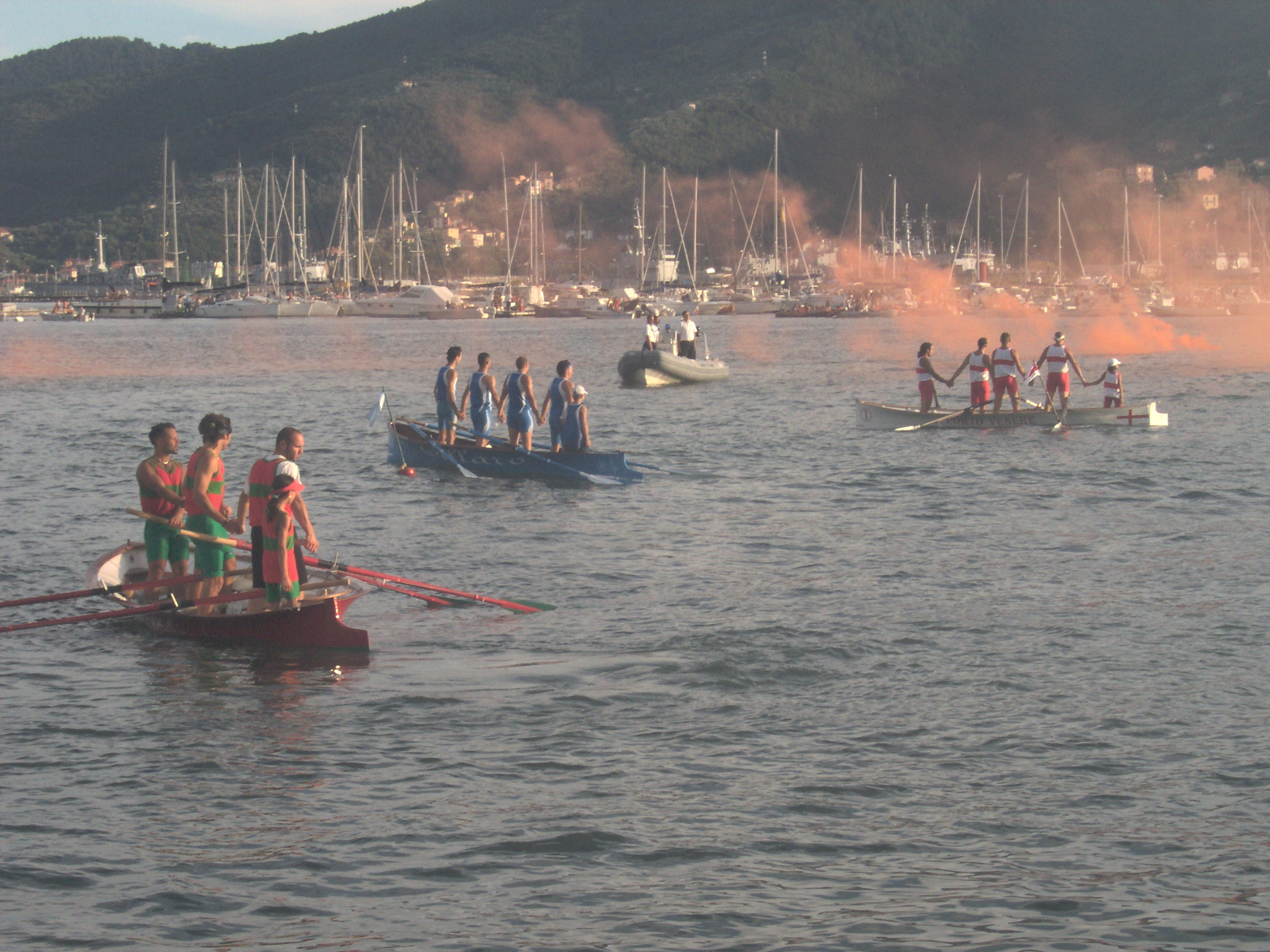
Gli sfidanti onorano i caduti del mare

Il palio venne disputato per la prima volta nel 1925, allorquando le località rivierasche del golfo si sfidarono in una gara rematoria fatta con imbarcazioni usate normalmente per la pesca in mare. Secondo le cronache dell'epoca, tuttavia, pare che già nel 1878 si fosse svolta una simile manifestazione in occasione del varo della regia nave Dandolo.
Volendo guardare indietro nel tempo alle origini della disfida, la tradizionale regata altro non era che una sfida tra gli equipaggi delle barche cariche di pesce o mitili (detti anche muscoli, in dialetto locale).
Non si trattava quindi di una vera e propria gara a carattere sportivo, ma una sorta di competizione commerciale: chi fosse rientrato per primo in porto avrebbe presumibilmente ottenuto maggiori ricavi rispetto alle altre imbarcazioni. Fu solo dal 1934 in poi che si cominciarono ad utilizzare scafi appositamente pensati e realizzati in funzione della gara, in sostituzione delle tradizionali imbarcazioni usate per la pesca.
Nel 1945 il palio del golfo venne disputato a San Terenzo, poiché la passeggiata Morin alla Spezia e l'area circostante erano state rese impraticabili a causa dei violentissimi bombardamenti subìti nel corso dalla Seconda guerra mondiale. In quella occasione fu proprio la borgata di San Terenzo a conquistare la vittoria per la prima volta nella sua storia.
A causa della pandemia mondiale di Covid-19, l'edizione 2020 viene cancellata.

## La sfilata
Il venerdì sera antecedente la disputa delle gare, tutte la borgate, sotto l'egida del comitato delle Borgate, sfilano per le strade della Spezia. Ogni borgata sceglie un tema, stabilito dal presidente o da appositi incaricati, che può essere relativo al quartiere o alla città intera. Con l'aiuto dei tifosi, la borgata realizza i vestiti, costruisce carri e inventa le coreografie.
Il venerdì sera tutte le borgate sfilano per le vie del centro della città (il percorso solitamente prevede la sfilata in Corso Cavour, via Chiodo ed arrivo in piazza Europa), presentando i loro temi, che vengono giudicati da una giuria composta da tredici giurati (ognuno in rappresentanza di una delle tredici borgate).
Il lunedì successivo la gara, in piazza Europa viene effettuata la premiazione, sia della sfilata che del palio propriamente detto.

## La gara
La gara ha luogo all'interno della diga foranea nel golfo della Spezia, nello specchio d'acqua immediatamente antistante il capoluogo, compreso tra il molo Italia e la passeggiata Morin. Le imbarcazioni, i cui equipaggi sono composti da quattro vogatori ed un timoniere, percorrono un totale di due chilometri, girando così per tre volte le boe che delimitano il percorso di gara, in un tempo di poco superiore ai dieci minuti.
Il palio del golfo è una competizione che in una sola sfida raccoglie e completa l'intera stagione del canottaggio spezzino. Oltre alla tradizionale categoria seniores, a partire dal 1964 è stato istituito il palio anche per la categoria juniores, con l'intento di dare spazio ai giovani vogatori delle borgate, riuscendo così a creare un vivaio di vogatori per gli armi seniores. Dal 1995, infine, si disputa anche il palio categoria unica femminile.
Formalmente la disfida remiera del palio è stata per lungo tempo inserita nel calendario agonistico della Federazione Italiana Canottaggio Sedile Fisso. Dal 2002 invece le borgate svolgono le loro gare sotto l'egida della Lega Canottaggio a Sedile Fisso della UISP.
Al palio d'agosto si affiancano, a dicembre e a marzo, due competizioni dette rispettivamente palio di Natale e palio di San Giuseppe. Entrambe le competizioni vengono svolte nel contesto di altre prove dette "prepalio" e, di fatto, non valgono per l'assegnazione del palio vero e proprio.

## Le borgate

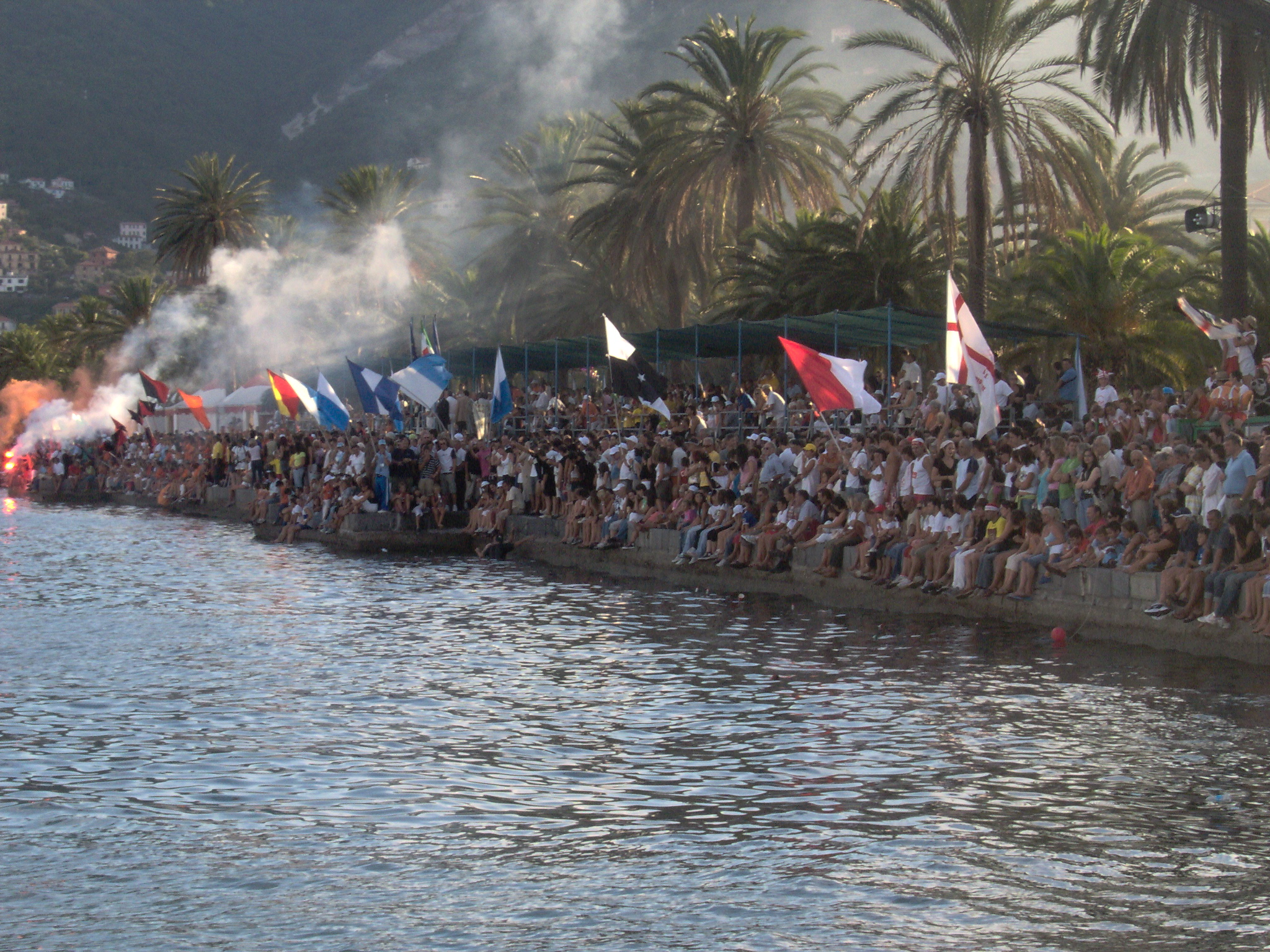
I sostenitori delle borgate

Le borgate che partecipano al palio sono tredici. A ognuna di esse è assegnato un numero fisso che appare sullo scafo dell'imbarcazione. Le borgate attuali, partendo dall'estremità ovest per arrivare all'estremità est del Golfo, sono nell'ordine: Portovenere, Le Grazie, Fezzano, Cadimare, Marola, La Spezia Centro (dal 2020 nuovo nome di C.R.D.D.), Canaletto, Fossamastra, Muggiano, San Terenzo, Venere Azzurra, Lerici, Tellaro.

## Comitato delle borgate
Il comitato delle borgate è un organismo creato nel 1995, all'interno del quale ogni borgata nomina un proprio rappresentante. Compito del comitato è quello di affiancare l'amministrazione comunale della Spezia, rappresentare negozialmente le borgate ed elaborare soluzioni e proposte, sia tecniche che organizzative. A partire dall'anno 2001, il Comitato si è costituito con personalità giuridica e si è dato un regolare statuto.

## Albo d'oro
| Anno | Vincitori        | Vincitori        | Vincitori                | Vincitori        |                  |
| Anno | Senior           | Juniores         | Femminile                | Sfilata          |                  |
| ---- | ---------------- | ---------------- | ------------------------ | ---------------- | ---------------- |
| 1932 | Le Grazie        |                  |                          |                  |                  |
| 1933 | Le Grazie        |                  |                          |                  |                  |
| 1934 | Fezzano          |                  |                          |                  |                  |
| 1935 | Canaletto        |                  |                          |                  |                  |
| 1936 | Canaletto        |                  |                          |                  |                  |
| 1937 | Cadimare         |                  |                          |                  |                  |
| 1938 | Cadimare         |                  |                          |                  |                  |
| 1939 | Cadimare         |                  |                          |                  |                  |
| 1940 | Marola           |                  |                          |                  |                  |
| 1941 | Non disputato    |                  |                          |                  |                  |
| 1942 | Non disputato    |                  |                          |                  |                  |
| 1943 | Non disputato    |                  |                          |                  |                  |
| 1944 | Non disputato    |                  |                          |                  |                  |
| 1945 | San Terenzo      |                  |                          |                  |                  |
| 1946 | Canaletto        |                  |                          |                  |                  |
| 1947 | Cadimare         |                  |                          |                  |                  |
| 1948 | Cadimare         |                  |                          |                  |                  |
| 1949 | Cadimare         |                  |                          |                  |                  |
| 1950 | Cadimare         |                  |                          |                  |                  |
| 1951 | Le Grazie        |                  |                          |                  |                  |
| 1952 | Canaletto        |                  |                          |                  |                  |
| 1953 | Porto Venere     |                  |                          |                  |                  |
| 1954 | Porto Venere     |                  |                          |                  |                  |
| 1955 | Cadimare         |                  |                          |                  |                  |
| 1956 | Cadimare         |                  |                          |                  |                  |
| 1957 | Cadimare         |                  |                          |                  |                  |
| 1958 | Cadimare         |                  |                          |                  |                  |
| 1959 | Cadimare         |                  |                          |                  |                  |
| 1960 | Fezzano          |                  |                          |                  |                  |
| 1961 | Fezzano          |                  |                          |                  |                  |
| 1962 | La Spezia Centro |                  |                          |                  |                  |
| 1963 | Fezzano          |                  |                          |                  |                  |
| 1964 | San Terenzo      | Cadimare         |                          |                  |                  |
| 1965 | Canaletto        | Canaletto        |                          |                  |                  |
| 1966 | Canaletto        | Cadimare         |                          |                  |                  |
| 1967 | Canaletto        | Cadimare         |                          |                  |                  |
| 1968 | Canaletto        | Lerici           |                          |                  |                  |
| 1969 | Cadimare         | Venere Azzurra   |                          |                  |                  |
| 1970 | Cadimare         | Cadimare         |                          |                  |                  |
| 1971 | Cadimare         | Canaletto        |                          |                  |                  |
| 1972 | Cadimare         | Canaletto        |                          |                  |                  |
| 1973 | Tellaro          | Porto Venere     |                          |                  |                  |
| 1974 | Canaletto        | Cadimare         |                          |                  |                  |
| 1975 | Canaletto        | Marola           |                          |                  |                  |
| 1976 | Canaletto        | Cadimare         |                          |                  |                  |
| 1977 | Porto Venere     | Porto Venere     |                          |                  |                  |
| 1978 | Cadimare         | Cadimare         |                          |                  |                  |
| 1979 | Cadimare         | Porto Venere     |                          |                  |                  |
| 1980 | Cadimare         | Fossamastra      |                          |                  |                  |
| 1981 | Non disputato    | Cadimare         | Porto Venere             |                  |                  |
| 1982 | Canaletto        | Cadimare         | Porto Venere             |                  |                  |
| 1983 | Fezzano          | Muggiano         | Porto Venere             |                  |                  |
| 1984 | Cadimare         | Canaletto        | Le Grazie                |                  |                  |
| 1985 | Cadimare         | Cadimare         | Non assegnato            |                  |                  |
| 1986 | Lerici           | Fezzano          | Le Grazie                |                  |                  |
| 1987 | Cadimare         | Fezzano          | Le Grazie e Porto Venere |                  |                  |
| 1988 | Canaletto        | Canaletto        | Le Grazie                |                  |                  |
| 1989 | Venere Azzurra   | Canaletto        | Le Grazie                |                  |                  |
| 1990 | Canaletto        | Cadimare         | La Spezia Centro         |                  |                  |
| 1991 | Muggiano         | Canaletto        | Muggiano                 |                  |                  |
| 1992 | La Spezia Centro | Le Grazie        | Non assegnato            |                  |                  |
| 1993 | Fossamastra      | Canaletto        | Muggiano                 |                  |                  |
| 1994 | Fossamastra      | Canaletto        | San Terenzo              |                  |                  |
| 1995 | Fossamastra      | Cadimare         | Fossamastra              | Non assegnato    |                  |
| 1996 | Canaletto        | Cadimare         | Fezzano                  | Non assegnato    |                  |
| 1997 | Fezzano          | Cadimare         | Canaletto                | Marola           |                  |
| 1998 | Canaletto        | Canaletto        | Marola                   | Marola           |                  |
| 1999 | Cadimare         | Venere Azzurra   | Marola                   | Venere Azzurra   |                  |
| 2000 | Marola           | Fezzano          | Marola                   | Fossamastra      |                  |
| 2001 | Marola           | Canaletto        | Marola                   | La Spezia Centro |                  |
| 2002 | Marola           | Canaletto        | La Spezia Centro         | Canaletto        |                  |
| 2003 | Marola           | Fossamastra      | La Spezia Centro         | Canaletto        |                  |
| 2004 | Fezzano          | Fezzano          | La Spezia Centro         | Canaletto        |                  |
| 2005 | Marola           | Marola           | Canaletto                | Canaletto        |                  |
| 2006 | Marola           | Fossamastra      | La Spezia Centro         | Canaletto        |                  |
| 2007 | Cadimare         | Le Grazie        | Fezzano                  | Canaletto        |                  |
| 2008 | Muggiano         | Cadimare         | La Spezia Centro         | Porto Venere     |                  |
| 2009 | Canaletto        | Le Grazie        | La Spezia Centro         | Canaletto        |                  |
| 2010 | Cadimare         | Fossamastra      | La Spezia Centro         | Porto Venere     |                  |
| 2011 | Muggiano         | Marola           | Lerici                   | Non assegnato    |                  |
| 2012 | Lerici           | Marola           | Lerici                   | Canaletto        |                  |
| 2013 | Marola           | Porto Venere     | Canaletto                | Porto Venere     |                  |
| 2014 | Le Grazie        | Canaletto        | La Spezia Centro         | Cadimare         |                  |
| 2015 | Fezzano          | Fossamastra      | Fossamastra              | Canaletto        |                  |
| 2016 | Marola           | Porto Venere     | Cadimare                 | Cadimare         |                  |
| 2017 | Lerici           | Muggiano         | Porto Venere             | Muggiano         |                  |
| 2018 | Fezzano          | Muggiano         | Le Grazie                | Muggiano         |                  |
| 2019 | Cadimare         | Muggiano         | Le Grazie                | Lerici           |                  |
| 2020 | Evento Annullato | Evento Annullato | Evento Annullato         | Evento Annullato | Evento Annullato |
| 2021 | Fossamastra      | Cadimare         | Fossamastra              | Non assegnato    |                  |
| 2022 | Fezzano          | Canaletto        | Fossamastra              | Non assegnato    |                  |
| 2023 | Fezzano          | Le Grazie        | Fezzano                  | San Terenzo      |                  |
| 2024 | Muggiano         | Fezzano          | Fossamastra              | Fossamastra      |                  |
| 2025 | Canaletto        | Fezzano          | Fossamastra              | San Terenzo      |                  |

### Statistiche
| Borgata          | Vittorie | Vittorie | Vittorie  | Vittorie |
| Borgata          | Senior   | Juniores | Femminile | Sfilata  |
| ---------------- | -------- | -------- | --------- | -------- |
| Cadimare         | 26       | 16       | 1         | 2        |
| Canaletto        | 18       | 14       | 3         | 9        |
| Fezzano          | 11       | 6        | 3         | 0        |
| Marola           | 9        | 4        | 4         | 2        |
| Le Grazie        | 4        | 4        | 2         | 5        |
| Fossamastra      | 4        | 5        | 6         | 1        |
| Muggiano         | 4        | 4        | 0         | 4        |
| Lerici           | 3        | 1        | 2         | 1        |
| Porto Venere     | 3        | 5        | 1         | 7        |
| La Spezia Centro | 2        | 0        | 8         | 2        |
| San Terenzo      | 2        | 0        | 0         | 3        |
| Tellaro          | 1        | 0        | 0         | 0        |
| Venere Azzurra   | 1        | 2        | 0         | 1        |

| Borgata          | Ultima vittoria |
| ---------------- | --------------- |
| Canaletto        | 2025            |
| Muggiano         | 2024            |
| Fezzano          | 2023            |
| Fossamastra      | 2021            |
| Cadimare         | 2019            |
| Lerici           | 2017            |
| Marola           | 2016            |
| Le Grazie        | 2014            |
| La Spezia Centro | 1992            |
| Venere Azzurra   | 1989            |
| Porto Venere     | 1977            |
| Tellaro          | 1973            |
| San Terenzo      | 1964            |